# Kryski
Kryski – przysiółek wsi Czepiele w Polsce, położony w województwie podlaskim, w powiecie sokólskim, w gminie Kuźnica.
W latach 1975–1998 przysiółek administracyjnie należał do województwa białostockiego.